# Walt Disney Theatrical Productions

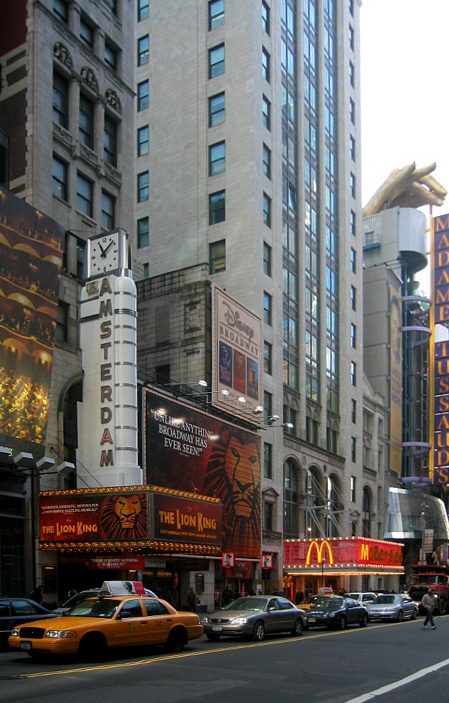
Disney's eigen New Amsterdam Theatre aan Broadway, New York

Walt Disney Theatrical Productions, informeel bekend als Walt Disney Theatrical, is de theater en musicalproductiedivisie van The Walt Disney Company. De divisie maakt reclame onder de merknamen Disney on Broadway in New York en als Disney on Stage in onder andere Londen, Melbourne en Amsterdam.
Walt Disney Theatrical heeft door de jaren heen sinds de oprichting een presitigieuze reputatie opgebouwd binnen de musicalindustrie, voor het creëren van professionele en populaire shows. Alles begon met het geprezen Beauty and the Beast dat begon met optredens in 1995, waarna onder andere Aida en The Lion King volgden. In 2004 werd Mary Poppins gelanceerd en in 2006 werd Tarzan uitgebracht, dat echter na een jaar al stopte op Broadway maar daarna een succesvolle doorstart maakte in Europa. In 2008 verscheen een musicalversie van The Little Mermaid. In 2010 verscheen de musical Newsies, gebaseerd op de Disneyfilm uit 1992. In tegenstelling tot de film had de musicaladaptatie wel succes. De meest recent uitgebrachte musical is Frozen in 2018.
Voorheen was de divisie een (informeel) onderdeel van de Buena Vista Motion Pictures Group en opereerde onder de bedrijfsnaam Buena Vista Theatrical Productions. Toen het musicalonderdeel succes begon te maken, veranderde de directie de naam door er Walt Disney voor te plaatsen in plaats van Buena Vista en kwam het onderdeel direct onder de supervisie te staan van Walt Disney Studios. Dit is een trend die al langer aan de gang is, zo worden er ook steeds meer dvd's uitgebracht onder Walt Disney Home Entertainment in plaats van Buena Vista Home Entertainment.

## Nederlandse Disneyproducties
In Nederland werkt Walt Disney Theatrical Productions samen met Stage Entertainment Nederland van theatertycoon Joop van den Ende. 
De volgende Disney titels zijn in Nederland geproduceerd: Aida (2001-2003), The Lion King (2004-2006), Beauty and the Beast (2005-2007), Tarzan (2007-2009), High School Musical (2009), Mary Poppins (2010-2011), The Little Mermaid (2012-2013), Aladdin (2021-2022) en Frozen (2024).
Alle Disney-musicals met uitzondering van Aladdin en Frozen werden vertaald door Martine Bijl. Aladdin en Frozen werd/wordt vertaald door Erik van Muiswinkel.

## Zie Ook
- Disney Treasure, 2024-